# Paspalum longipilum
Paspalum longipilum är en gräsart som beskrevs av George Valentine Nash. Paspalum longipilum ingår i släktet tvillinghirser, och familjen gräs. Inga underarter finns listade i Catalogue of Life.